# Церковь Александра Невского (Арчедино-Чернушский)
Церковь Алекса́ндра Не́вского — разрушенный православный храм в хуторе Арчедино-Чернушинском. На момент постройки хутор относился к Арчедино Чернушенской волости Усть-Медведицкого округа Области Войска Донского. В настоящее время — Фроловский район Волгоградской области. В плане церковного управления относилась к Глазуновскому благочинию Донской и Новочеркасской епархии.
При церкви функционировал приход.

## История
Церковь заложена 30 августа 1901 года (ст.ст).
Церковь в Арчединско-Чернушской слободе была построена в 1903 году стараниями потомственного гражданина Александра Михайловича Жеребцова. Здание церкви и колокольня выполнены из камня, покрыты оцинкованным железом. Вокруг церкви возведена каменная ограда. В церкви один престол — во имя святого Александра Невского. Освящена 3 ноября 1903 года (ст. ст.).
Причт по штату 1904 года состоял из священника и псаломщика.
У церкви были 33 десятины пахотной земли. Дома для служителей церкви — деревянные, обложенные кирпичом, были построены в 1903 году также А. М. Жеребцовым. При храме была церковно-приходская школа, рассчитанная на 40 учащихся.
Расстояние от церкви до консистории в Новочеркасске составляло 450 вёрст, до благочинного в станице Усть-Медведицкой — 100 вёрст, от станции «Арчеда» — 40 вёрст. Ближайшие храмы: церковь в хуторе Терновском — 30 вёрст, церковь в хуторе Больше-Лычакский — 35 верст.
Населённые пункты прихода: слобода Арчедино-Чернушская, хутора Рубежный, Тишанский, Семеновский (Тишанской станицы), Мигуенков (Малодельской станицы) и Арчединский (Малодельской станицы).
Храм закрыт осенью 1929 года в связи с организацией колхоза.